# Prison Break: La Conspiración
Prison Break: La Conspiración es un videojuego perteneciente al género de aventura de y acción basado en la primera temporada de la serie de televisión Fox titulada Prison Break, lanzado para Microsoft Windows, Xbox 360 y PlayStation 3.
Fue lanzado el 19 de marzo de 2010 en Alemania, 26 de marzo de 2010 en el Reino Unido y en Europa, y el 30 de marzo de 2010 en América del Norte. El juego había estado en desarrollo para liberarlo en febrero de 2009 para las consolas PlayStation 3 y Xbox 360, pero fue cancelada cuando Brash Entertainment cerró. Sin embargo, ZootFly continuó el desarrollo y auto-financió el proyecto durante 13 meses. Una vez que el juego fue pulido y casi terminado, este fue recogido por la nueva editora Deep Silver.
Prison Break: La Conspiración se basa en los acontecimientos de la primera temporada del drama de convictos de Fox. Sin embargo, en lugar de jugar como el protagonista Michael Scofield , los jugadores toman el control en su lugar de Tom Paxton, un agente con la organización encubierta 'de la Compañía, que debe ir de incógnito como un prisionero dentro de la Penitenciaría Fox River del Estado con el fin de asegurar que el Lincoln falsamente encarcelado Burrows debe ser ejecutado en la silla eléctrica. El juego está dividido en nueve capítulos, los cuales representan una parte de la historia real que la serie de televisión siguió.

## Recepción
El juego ha recibido críticas generalmente desfavorables con puntuaciones de Metacritic de 42/100 y 40/100 para la PS3 y Xbox 360 respectivamente. The Daily Telegraph describió el juego como "un fracaso absoluto en todos los aspectos", calificación . que 2/10 GamingXP dicho "Para los jugadores que no tienen problemas con la linealidad Prison Break: La Conspiración ofrece una aventura interesante, especialmente los fans de la serie de televisión podrán disfrutar de la historia que se basa en la primera temporada de la serie".
Tom Mc Shea de GameSpot dice Prison Break: La Conspiración sufre de una "terriblemente inconsistente IA" y de "controles lentos", entre otros problemas, mientras que el personal de Xbox Revista Oficial del Reino Unido cómicamente concluyó su revisión del juego diciendo: "Si usted es un fan de Prison Break, por qué no considerar agredir a unos desconocidos y ser enviado a una prisión de verdad? Usted va a terminar con la sensación de un poco menos violado que si has jugado este turd perro tie-in ", en última instancia, le da al juego una puntuación de 3/10.